# August Duranowski
August (Fryderyk) Duranowski (1770-1834), thường được biết đến với tên tiếng Pháp là Auguste Frédéric Durand, là nhà soạn nhạc và nghệ sĩ violin người Pháp gốc Ba Lan. Ông là người rất hoàn hảo với kỹ thuật chơi violin, cụ thể ông có thể dùng cây cung trên hai dây cao của đàn và búng hai dây thấp bằng các ngón tay cùng một lúc. Kỹ thuật này có ảnh hưởng tới người học trò Niccolò Paganini.